# Scuola di Utrecht

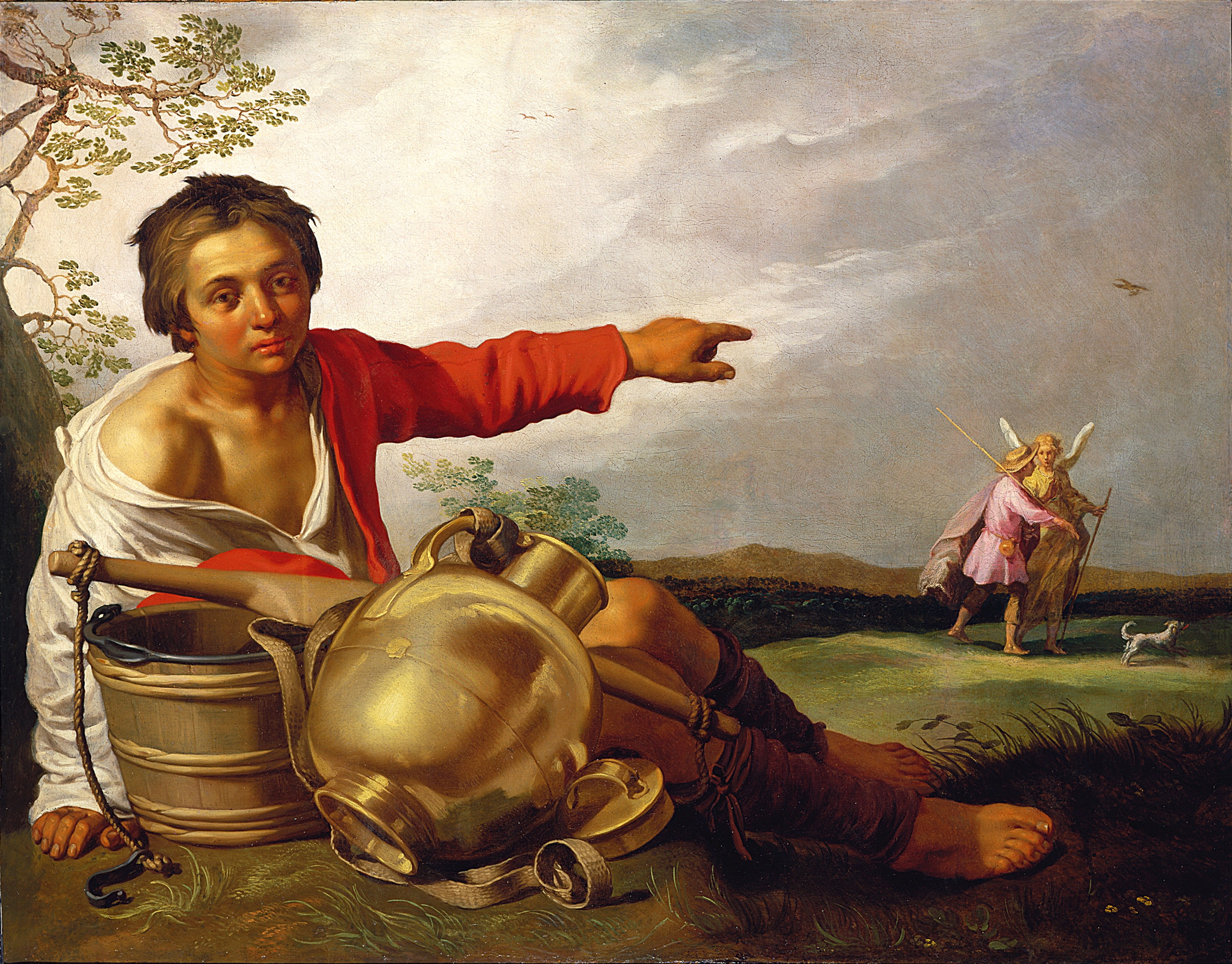
Abraham Bloemaert, Giovane pastore che mostra Tobia e l'angelo, c. 1625-1630 (Minneapolis Institute of Art). – Bloemaert, perché ha attraversato diversi stili e formato molti allievi, è considerato il padre di “ Scuola pittorica di Utrecht.

La Scuola di Utrecht o pittura a Utrecht è una tradizione pittorica che riflette, in una certa misura, un carattere proprio tra la fine del cinquecento (da 1580) e l'inizio del seicento (circa 1630), alla differenza delle altre città olandesi, e segnata in particolare da un artista - Abraham Bloemaert -, e una corrente – la scuola caravaggesca . " centro dell'arte pittorica » per secoli, Utrecht ha giocato nel cinquecento e nel seicento, un ruolo di primo piano in questo campo nei Paesi Bassi settentrionali.

## Medioevo
Nel Medioevo, Utrecht era la città più importante ed il centro religioso dei Paesi Bassi settentrionali e, quindi, era anche il suo principale centro culturale. Doveva quindi esserci stata una viva tradizione pittorica, ma la maggior parte delle opere di questo periodo sono andate perdute e la città dell’epoca non sembra aver conosciuto grandi pittori .

## Rinascimento

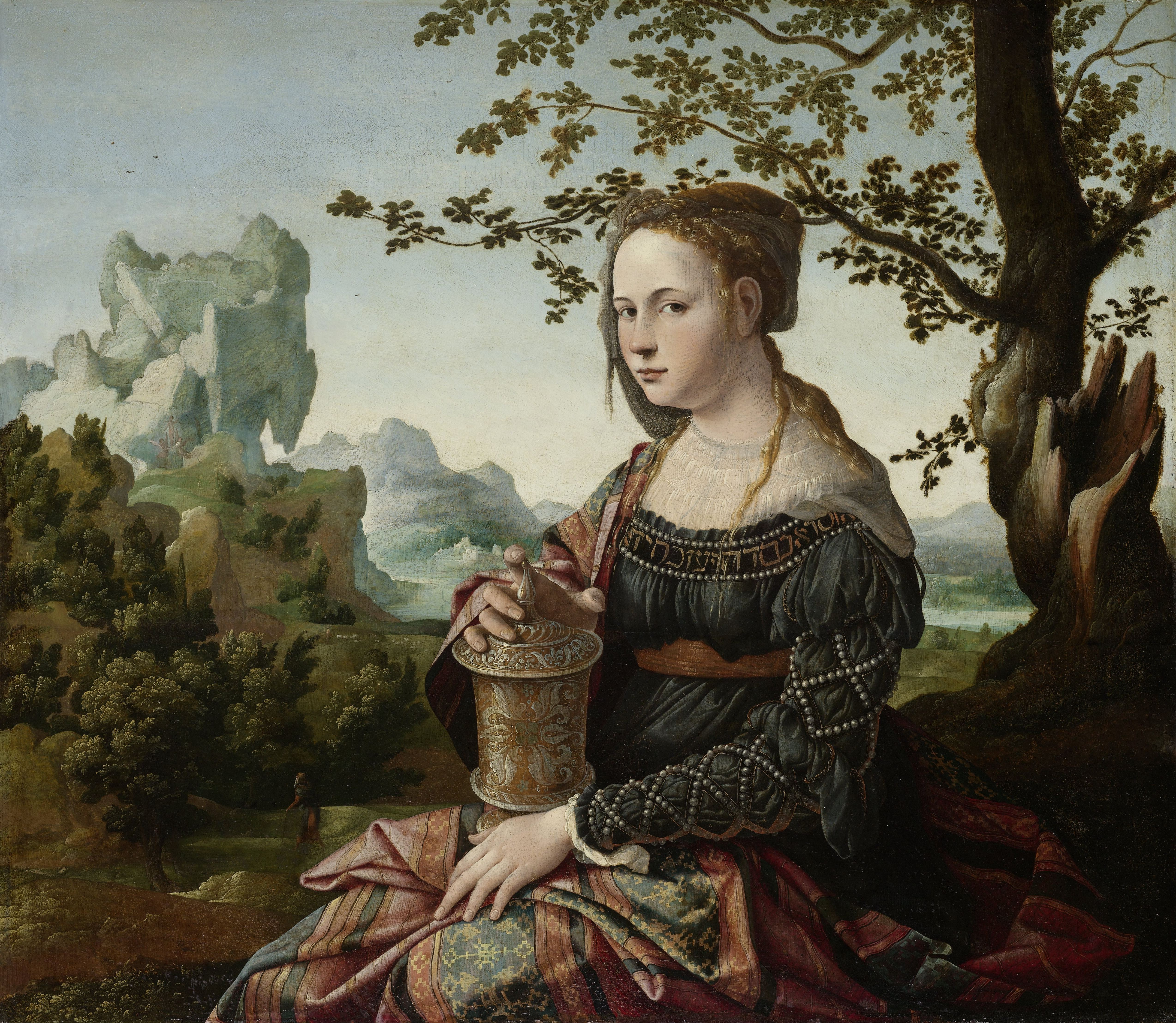
Jan van Scorel, Maria Maddalena. – Si nota l'influenza italiana di Raffaello.

Nella prima metà del cinquecento, emersero alcuni artisti aperti a ciò che stava accadendo oltre i confini. Iniziò con un soggiorno prolungato di Jan Gossaert (c. 1478-1532) nel Domstad (soprannome di Utrecht) : Gossaert, detto Mabuse, rappresenta una figura di primo piano nella storia dell'arte dei Paesi Bassi e può essere considerato come colui che introdusse il Rinascimento nel Nord.
Jan van Scorel (1495-1562), forse uno degli allievi di Gossaert, fu uno dei primi pittori olandesi a intraprendere un viaggio in Italia per entrare in contatto con il Rinascimento. Fu principalmente influenzato da Raffaello, sebbene i paesaggi in cui collocò le sue figure conservassero un carattere nordico. Un suo allievo, Anthonis Mor (1517/20-1576/77), si distinse soprattutto come ritrattista e conseguì una brillante carriera presso varie corti europee.
Qualche tempo dopo le opere pre-manieriste di Anthonie Van Blocklandt (1533/34-1583) e Joos De Beer (morto nel 1591), che avevano studiato la loro arte ad Anversa sotto Frans Floris, avrebbero fornito il modello per la successiva generazione artistiche di Utrecht .

## Età dell'oro (1584-1702)
L'inizio dell'età dell'oro fu segnato ad Utrecht da tre correnti principali influenzate dall'Europa meridionale :
- manierismo, importato principalmente dall'Italia e dalla Francia ;
- caravaggismo, ispirato all'opera di Caravaggio, il maestro italiano del chiaroscuro;
- E classicismo apparso intorno al 1630 e di origine francese.
L'influenza dell'Italia è stata particolarmente pronunciata anche in un genere particolare, il paesaggio.

### Manierismo

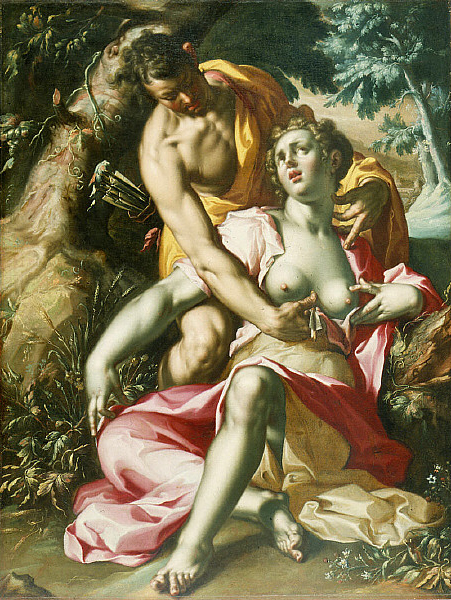
Joachim Wtewael, Cephalus and Procris (La morte di Procris), 1595-1600 circa (Saint Louis Art Museum).

Verso la fine del sedicesimo secolo, si distinsero due giovani pittori :
Abraham Bloemaert (1566-1651) e Joachim Wtewael (1566-1638).
Entrambi erano stati apprendisti sotto Joos De Beer e lavoravano in uno stile manierista, proveniente dalle corti d'Italia e di Praga (tramite Bartholomeus Spranger) e dalla Scuola di Fontainebleau.

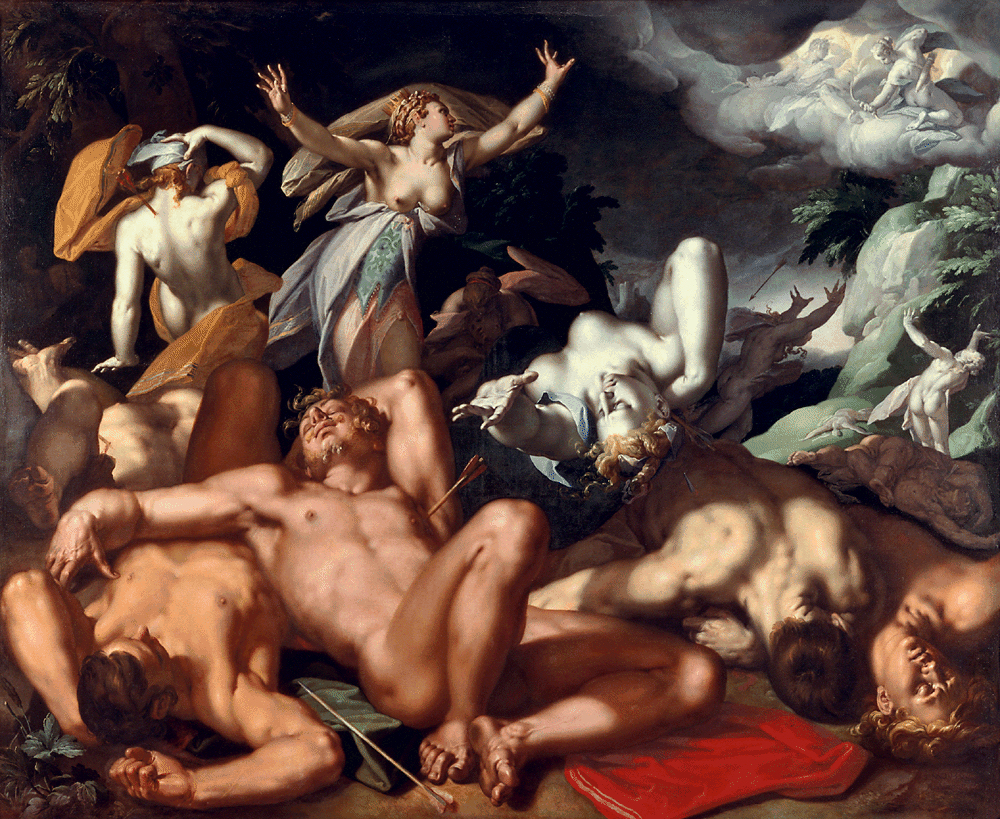
Abraham Bloemaert, Niobe piange i suoi figli, 1591 (Statens Museum for Kunst, Copenaghen). – Caratteristici sono i nudi, talvolta rappresentati in atteggiamenti singolarmente contorti.

Un terzo pittore appartenente alla stessa generazione, Paulus Moreelse (1571-1638), eseguì principalmente ritratti e le sue opere, per loro natura, recano meno il segno della corrente.
Tuttavia, si nota che questi tre pittori erano figure molto apprezzate nella Utrecht di quel tempo. I gomaristi Wtewael e Moreelse riuscirono persino, dopo che i loro correligionari presero il potere in città nel 1618, a ricoprire posizioni di rilievo nella vita pubblica. Bloemaert era cattolico, e brillava soprattutto come maestro di innumerevoli allievi.
Una volta che gli olandesi del Nord divennero protestanti, iniziarono non solo a rappresentare scene della Bibbia, ma anche a trarre soggetti dalla mitologia e dalla letteratura classica. I nudi sono poi caratteristici dei loro dipinti, eseguiti con virtuosismo, talvolta rappresentati in atteggiamenti singolarmente contorti. C'è un'ovvia relazione con i pittori attivi ad Haarlem nello stesso periodo, in particolare Cornelis Van Haarlem (1562-1638).
Grazie alla loro crescente influenza, i pittori e gli scultori di Utrecht, che fino ad allora avevano fatto parte della corporazione dei sellai, riuscirono a liberarsene e nel 1611 fondarono una nuova corporazione di Saint-Luc . Un anno dopo, Bloemaert e Moreelse crearono un'accademia di disegno: la “ Tekenacademie – che probabilmente consisteva in una piccola associazione di studio, che offriva agli artisti la possibilità di disegnare nudi da modelle e di scambiarsi opinioni sull'arte.

### Caravaggio

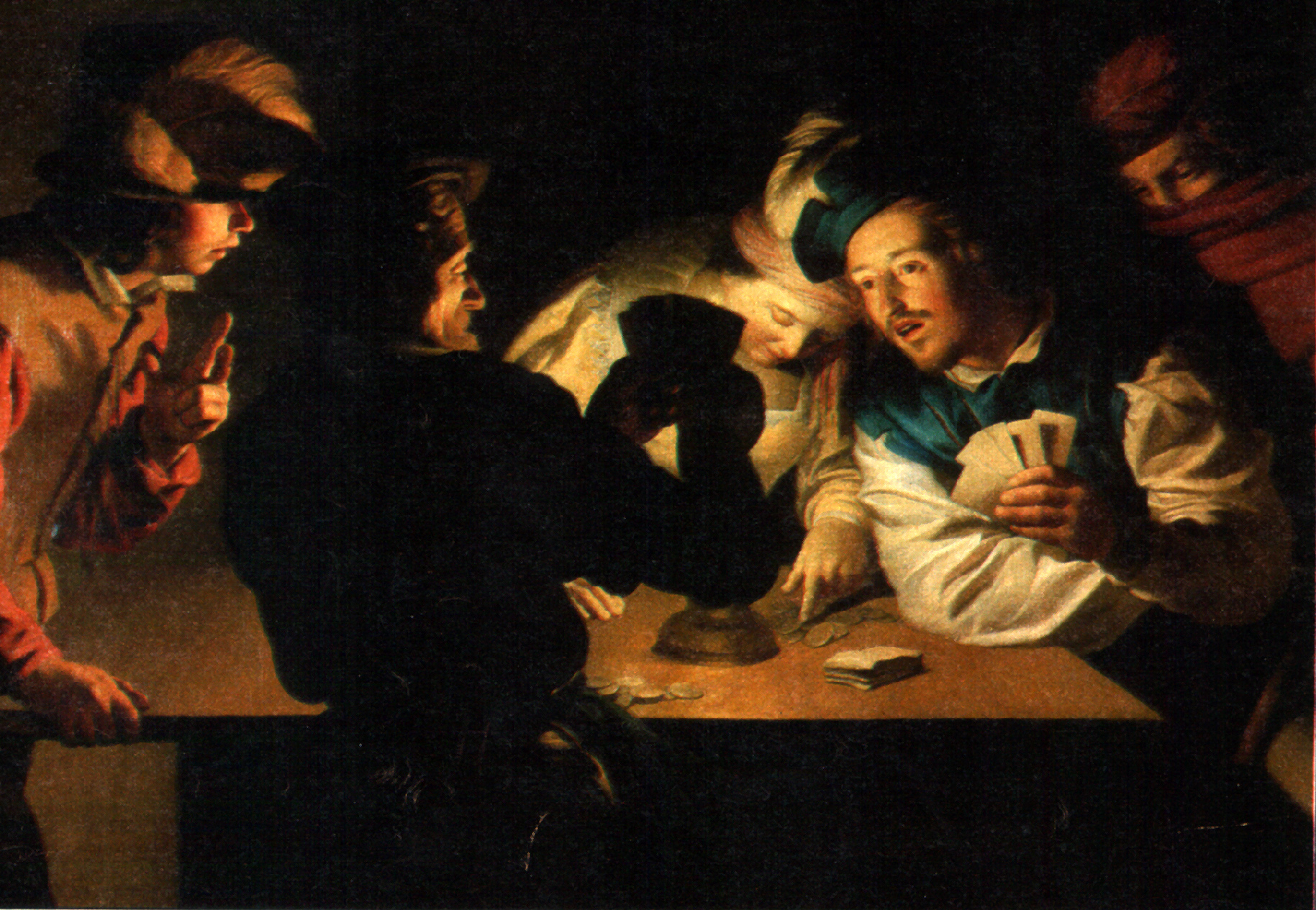
Gerrit Van Honthorst, Gli imbroglioni (Wiesbaden). – Un chiaroscuro ispirato dalla pittura di Caravaggio.

Fino al 1610 circa, lo sviluppo di Utrecht aveva seguito un percorso quasi parallelo a quello dell'altra importante città d'arte dei Paesi Bassi settentrionali, Haarlem. Da quell'anno, però, si verificò un curioso fenomeno : mentre Haarlem iniziò uno sviluppo che avrebbe portato ai dipinti tipicamente olandesi dell'età dell'oro, Utrecht ignorò ampiamente questo movimento.
Il ruolo artistico della città non era poi così insignificante. Per molto tempo forti legami l'hanno unita a Roma, ed Utrecht ha preso la strada indicata dall'Italia. Una nuova generazione di pittori aveva viaggiato nell'Europa meridionale e aveva scoperto l'arte rivoluzionaria di Caravaggio . Quest'ultimo, come i suoi seguaci, eserciterà su di loro una notevole influenza.
I tre principali pittori di Utrecht influenzati da Caravaggio furono Hendrick Ter Brugghen (1588-1629), Gerrit Van Honthorst (1592-1656) e Dirck Van Baburen (c. 1595-1624).
Anche il lavoro di Bloemaert è stato segnato per un certo periodo da questa corrente. Jan Van Bijlert (1597/98-1671), Jan Gerritsz van Bronkhorst (c. 1603-1661) sono altri importanti rappresentanti.

### Classicismo
Intorno al 1630, i pittori storici di Utrecht, come Abraham Bloemaert, Gerrit Van Honthorst, Jan Van Bijlert e Jan Van Bronckhorst, scambiarono il loro stile con una sorta di classismo accademico. Anche Hendrick Bloemaert (1601/02-1672), uno dei figli di Abraham, può essere annoverato tra i rappresentanti di questa tendenza. Le opere prodotte allora, caratterizzate dalla loro freschezza e nitidezza, appartengono ad uno stile di corte più internazionale, proveniente dalla Francia, e che era ritenuto adatto a grandi progetti figurativi, come la decorazione del palazzo Huis ten Bosch a L'Aia e del Palazzo op de Dam di Amsterdam . C'è un chiaro parallelo qui con i pittori di Haarlem. Tuttavia, a Utrecht, il classicismo, a causa di un mercato relativamente piccolo per i dipinti storici, non godette di una così grande prosperità come in quell'altra città. ; nulla di sorprendente neppure nel fatto che, intorno al 1650, Van Bronckhorst partì per stabilirsi ad Amsterdam, dove avrebbe ricevuto importanti commissioni.

### Generi specifici

#### Paesaggio

##### "Italianizzanti"

Jan Both, Paesaggio italiano. – La luce gioca un ruolo di primo piano nelle opere degli italianizzatori.

I dipinti degli italianizzanti, come li chiamano i francesi, mostrano paesaggi collinari immaginari, bagnati da una luce limpida e spesso dorata, importata dall'Italia, e che gioca un ruolo di primo piano in queste opere. Sono popolati da piccole figure che, nel caso della prima generazione di questi artisti, partecipano a scene che rappresentano per lo più soggetti biblici, mitologici o letterari. Il pittore più importante tra questi fu Cornelis Van Poelenburgh (1594/1595-1667), alla cui maniera seguirono Dick Van der Lisse (1607-1669), Abraham Van Cuylenburgh (c. 1620-1658) e Carel De Hooch (morto nel 1638 ).
In alcuni pittori successivi, il cui esempio più notevole è Jan Both (c. 1615-1652), il tema dell'artista che disegna nel paesaggio si trova spesso in modo sorprendente. Willem De Heusch (1625-1692) lavorò nello stile di Jan Both.
Mentre alcuni artisti erano principalmente interessati all'ambientazione naturale del paesaggio, altri aggiunsero elementi architettonici, principalmente sotto forma di antiche rovine, e diedero loro maggiore importanza. Questo è particolarmente vero con Jan Baptist Weenix, allievo di Bloemaert, che dipinse immaginarie vedute di porti italiani.

##### La tradizione fiamminga
Abraham Bloemaert è stato il primo paesaggista di Utrecht. La sua arte è indirettamente correlata al manierismo del fiammingo Roelandt Savery (1578-1639), un pittore i cui paesaggi erano pieni di animali e piante colorati. Quest'ultimo era stato attivo alla corte di Praga prima del 1618, anno in cui venne a stabilirsi definitivamente a Utrecht. È in un certo senso nello stile di Savery che Gillis De Hondecoeter (c. 1575-1638) e suo figlio Gijsbert (1604-1653), anch'egli di origine fiamminga, realizzarono i loro paesaggi. Anche l'opera di Herman Saftleven (1609-1685) appartiene alla stessa corrente.
La marina trovò un rappresentante nella persona di Adam Willaerts (1577-1664), anch'egli di tradizione fiamminga.
Comunque sia, non fu a Utrecht che fiorì l'arte paesaggistica tipicamente olandese.

#### Natura morta

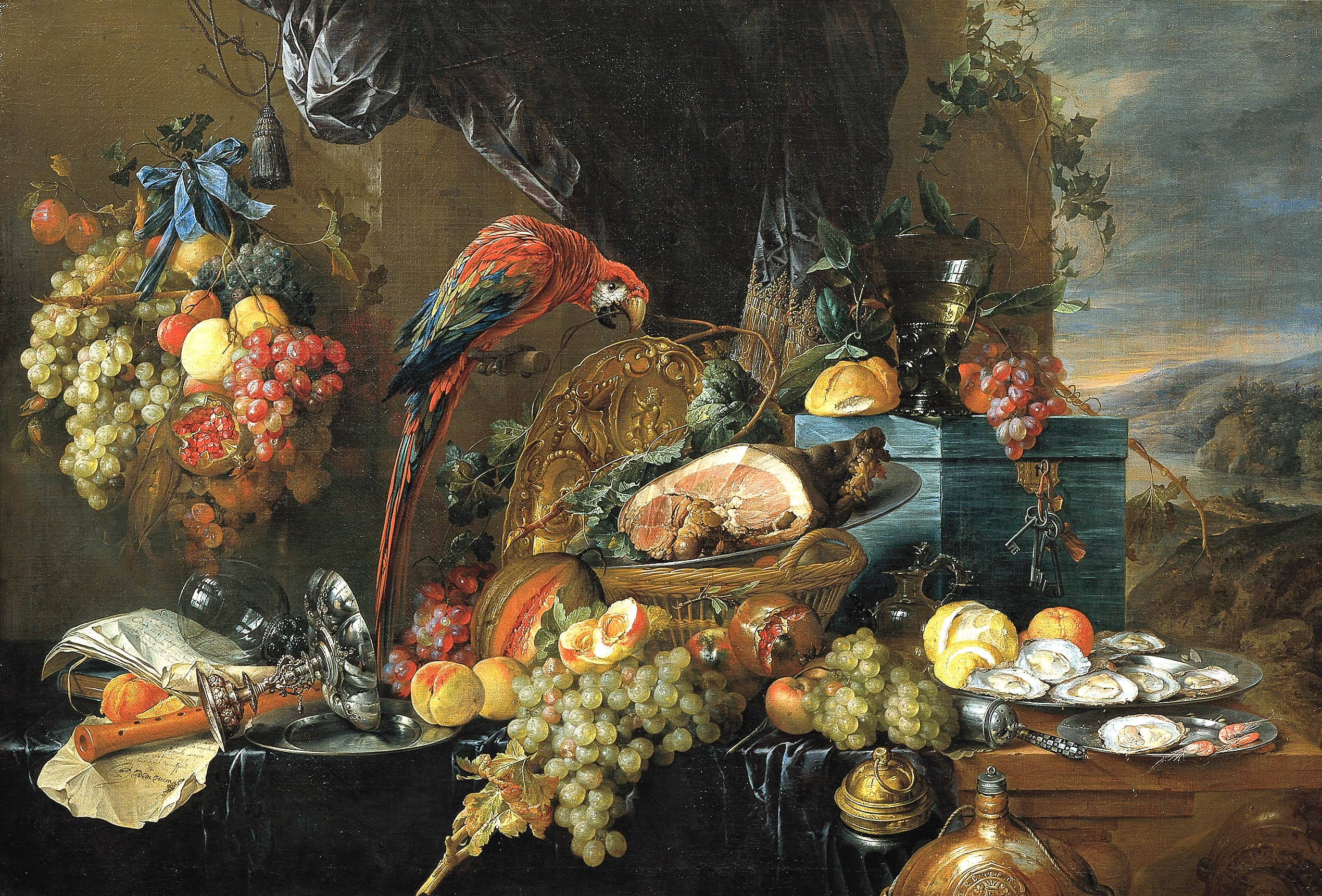
Jan Davidz. De Heem, Una tavola riccamente apparecchiata, con pappagalli, 1650 circa (John and Mable Ringling Museum of Art, Sarasota - Florida).

Ad Utrecht, alcuni pittori eccellevano nella natura morta dei fiori. Roelant Savery è uno di questi, ma possiamo citare anche i nomi dei suoi amici Ambrosius Bosschaert (il Vecchio) (1573-1621) e Balthasar Van der Ast (1593/94-1657), che uno come l'altro furono attivi per un alcuni anni nel Domstad . I figli di Ambrosius Bosschaert, Ambrosius, detto il Giovane, e Johannes, lavoravano nello stile del padre. Jan Davidz. DeHeem (1606-1683/84), allievo di Van der Ast, nacque a Utrecht, ma lavorò principalmente ad Anversa. Con Jacob Marrell (1614-1681), pittore di nature morte di Francoforte, e Abraham Mignon (1640-1679), De Heem dipinse però in uno studio di Utrecht dal 1669 fino al 1672, anno in cui iniziò la guerra d'Olanda e segnata dall'invasione francese.
La natura morta di caccia ha avuto i suoi rappresentanti in Jan Baptist Weenix, ma soprattutto suo figlio Jan Weenix e suo nipote Melchior d'Hondecoeter, che dipingevano principalmente uccelli. La permanenza di questi ultimi due a Utrecht fu tuttavia di breve durata.
Nello stesso genere, la natura morta del pesce è un'interessante specialità di Utrecht. Fu praticato da Jan De Bont (morto nel 1653) e, successivamente, da Jacob Gillig (c. 1636-1701).

#### Pittura di genere
La pittura di genere era rappresentata soprattutto dagli artisti caravaggeschi. Fatto notevole : mentre la rappresentazione di piccoli interni era estremamente di moda nella maggior parte delle città olandesi, solo un piccolo numero ne fu prodotto a Utrecht. Questo fenomeno è probabilmente spiegabile con il fatto che il genere raggiunse il suo pieno sviluppo solo dopo il 1650, quando la fioritura dell'arte pittorica era da tempo cessata in città. Joost Cornelisz Droochsloot (dopo il 1585-1666), Andries Both (1612/13-1641) e Herman Saftleven, già citato, realizzarono soprattutto piccole scene di villaggio con contadini. L'allievo di Droochsloot, Jacob Duck (c. 1598-1667) ha prodotto scene con soldati, mentre Nicolaus Knüpfer (c. 1609-1655) ha ridotto la pittura storica al formato della pittura di genere.

#### pittura architettonica: Saenredam e Utrecht
Da segnalare infine il soggiorno, nel 1636, del pittore di architettura Pieter Saenredam (1597-1665) : sebbene questo pittore di Haarlem trascorse solo pochi mesi a Utrecht, le chiese della città costituirono per lui un soggetto privilegiato, e questo per tutta la sua carriera.